# Andrena turanica
Andrena turanica är en biart som beskrevs av Osytshnjuk 1993. Andrena turanica ingår i släktet sandbin, och familjen grävbin. Inga underarter finns listade i Catalogue of Life.